# Renault Monastella

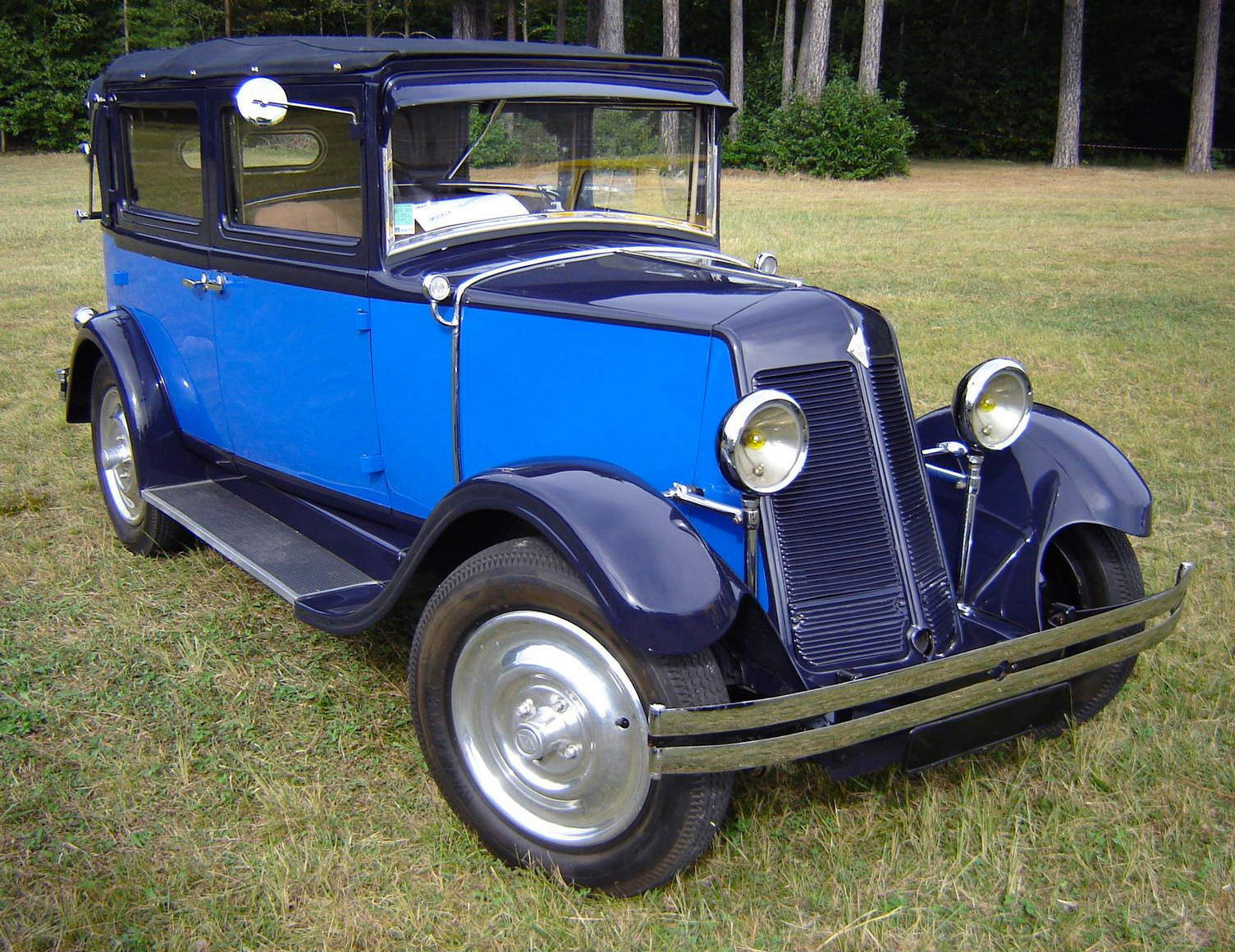
Mit Frontkühler, aber ohne Lüftungsschlitze:
Type RY 2 (1929)

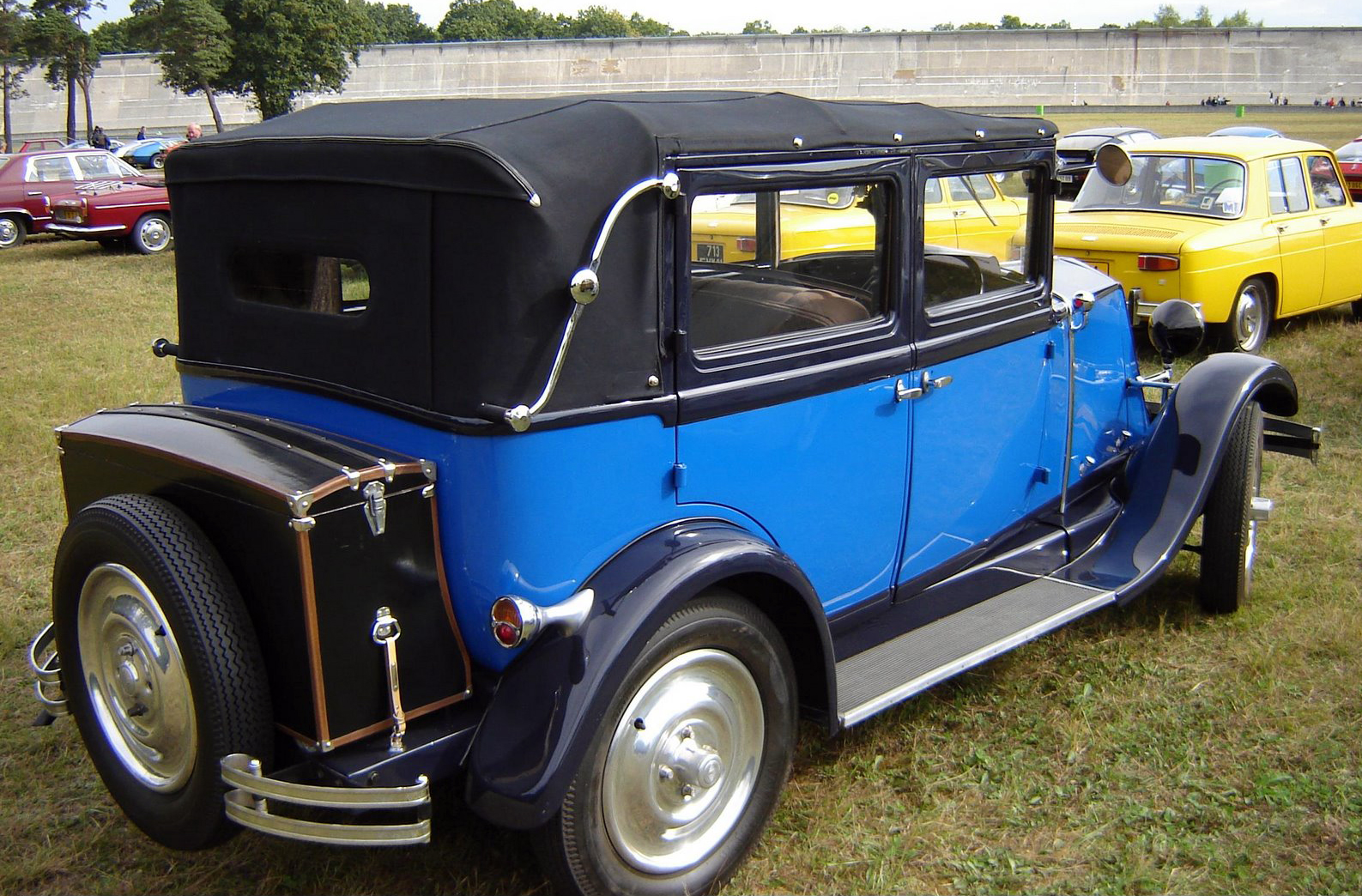
Aufbau: viertürige Cabriolimousine

Der Renault Monastella war ein Personenkraftwagenmodell der Zwischenkriegszeit von Renault. Der Typencode lautete Type RY.

## Beschreibung
Renault präsentierte das Modell Ende 1928 als luxuriösere Abwandlung des Renault Monasix. Dessen Modellpflegemaßnahmen in den Folgejahren wurden übernommen. Während das Basismodell allerdings bereits 1931 eingestellt wurde, blieb der Monastella bis 1933 im Angebot. Als Nachfolger kann der Renault Celtaquatre angesehen werden.
Der wassergekühlte Sechszylindermotor mit 58 mm Bohrung und 93 mm Hub leistete aus 1474 cm³ Hubraum zwischen 26 und 33 PS. Die Motorleistung wurde über eine Kardanwelle an die Hinterachse geleitet. 
Der Radstand maß 265 cm und die Spurweite 130 cm. 

### Type RY 1
Der Kühler war hinter dem Motor montiert. Unterscheidungsmerkmale zum Monasix waren z. B. zwei Scheibenwischer, Türtaschen und verchromte Radkappen. Das Fahrzeug war 370 cm lang und 145 cm breit. Eine Internetquelle nennt 160 cm Fahrzeughöhe, gibt aber nicht an, auf welche Karosserieversion sich diese Angabe bezieht.

### Type RY 2
Ende 1929 erschien diese Ausführung. Der Kühler war vor dem Motor montiert. Das Fahrzeug verfügbar somit über einen Kühlergrill. Die Motorhaube hatte noch keine Lüftungsschlitze. Überliefert sind Limousine, Cabriolet und Cabriolimousine.

### Type RY 3
Diese Ausführung von 1931 ist an den senkrechten Lüftungsschlitzen in den Seiten der Motorhaube erkennbar. Zur Wahl standen zwei- und viertürige Limousine, Faux-Cabriolet und Cabriolet, alle zum Preis von 35.000 Franc. Zum Vergleich: Der Monasix kostete 24.900 Franc.

### Type RY 4
Diese Variante war von 1931 bis 1933 im Sortiment. Der Kühlergrill war etwas weniger schräg. Im Angebot standen zwei- und viertürige Limousine und Cabriolet. Das Fahrzeug war 390 cm lang und 155 cm breit. 

## Einstufung im französischen Steuer- und Versicherungssystem
Der Wagen hatte den gleichen Motor wie das Schwestermodell Monasix, weswegen auch er in der Kategorie 8 CV zu finden war.